# 심해인
심해인(沈解寅, 1987년 10월 31일~)은 대한민국의 핸드볼 선수이다.
2006년 삼척여자고등학교를 졸업하고, 삼척시청에 입단하였다. 2012년 런던 올림픽에 여자 핸드볼 국가 대표로 참가하였다.
2014년 인천 아시안 게임 여자 핸드볼 국가 대표로 참가하여, 금메달을 목에 걸었다.
2016년 하계 올림픽과 2021년 열린 2020년 하계 올림픽에 여자 핸드볼 국가 대표로 참가하였다.

## 학력
- 2000년 삼척진주초등학교 졸업
- 2003년 삼척여자중학교 졸업
- 2006년 삼척여자고등학교 졸업

## 수상 내역
- 2014 인천 아시안 게임 여자 핸드볼 금메달

## 같이 보기
- 심재복
- 김온아